# Xylocopa lombokensis
Xylocopa lombokensis är en biart som beskrevs av Maidl 1912. Xylocopa lombokensis ingår i släktet snickarbin, och familjen långtungebin. Inga underarter finns listade i Catalogue of Life.